# 1984 SS5
1984 SS5 är en asteroid i huvudbältet som upptäcktes den 21 september 1984 av den belgiske astronomen Henri Debehogne vid La Silla-observatoriet.
Asteroiden har en diameter på ungefär 10 kilometer och den tillhör asteroidgruppen Hygiea.